# عمر رعایت شاه
سلطان عمر رعایت شاه ابن المرحوم سلطان احمد معظم شاه یکم (جاوی: سلطان عمر رعایت شاه ابن المرحوم سلطان أحمد معظم شاه ۱;زادهٔ ۱ ژانویهٔ ۱۸۰۶ – درگذشت ۱۱ آوریل ۱۸۷۶) که با عنوان باگیندا عمر هم معروف بود، ششمین و نهمین سلطان ترنگانو بود که دو بار بر مسند قدرت قرار گرفت، مرتبه اول در سال ۱۸۳۱ بود و بار دوم از سال ۱۸۳۹ تا ۱۸۷۶ قدرت را در دست داشت. واژه باگیندا (Baginda) به معنی «خوش‌اقبال» است ولی در تاریخ مالایی در حقیقت به معنی «فاتح» می‌باشد.
باگیندا عمر در سال ۱۸۰۶ متولد شد. او برای بار اول به‌طور مشترک با سلطان منصور شاه دوم، مقام سلطان ترنگانو را در اختیار گرفت. هر چند این حکمرانی مشترک کمتر از یکسال به طول انجامید چونکه او توسط منصور شاه دوم از قدرت کنار زده شد. در سال ۱۸۳۳، بر اساس فرمان منصور دوم به روستای دایک در جزایر ریائو تبعید گشت.